# Fosa scafoidă a osului sfenoid

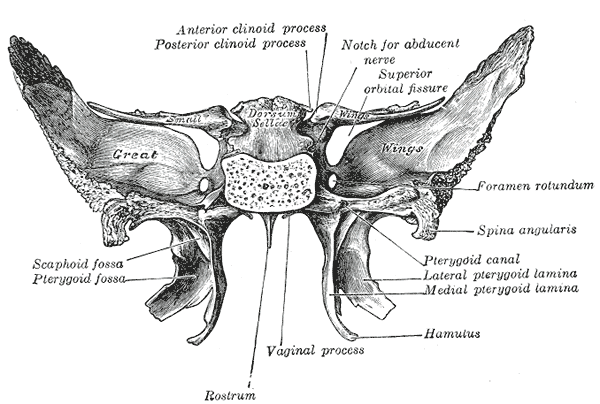
Desen a unei fose scafoide

Fosa scafoidă a osului sfenoid (Fossa scaphoidea ossis sphenoidalis) numită și foseta scafoidă a osului sfenoid, fosa naviculară Cruveilhier este o depresiune longitudinală situată pe fața posterioară a porțiunii superioare (rădăcinii) a lamei mediale a procesului pterigoid. Pe fosa scafoidă se inseră fasciculul sfenoidal al mușchiul  tensor al vălului palatului (Musculus tensor veli palatini).